# 広域基幹林道犀鶴線
広域基幹林道犀鶴線（こういききかんりんどうさいかくせん）は、石川県金沢市と白山市を結ぶ31kmの林道である。
- 起点：石川県金沢市駒帰町（＝金沢市道、熊走大橋交点）
- 終点：石川県白山市白山町（＝白山市道交点）

## 路線概要
2005年（平成17年）10月26日 全線開通
金沢市駒帰（こまがえり）町から熊走（くまばしり）町、国見町、大平沢（おおひらそう）町を抜け内川ダムより奥にある廃町により無住地区となった堂町（金沢市企業局新内川第二発電所がある）、菊水町（金沢市立内川小中学校の菊水分校跡地には菊水町ポケットパークが整備され、分校跡を示す石碑が建っている）を通る。金沢市と白山市境には2005年の全通を記念して開通記念碑が設置された。白山市に入るとほぼ下りとなり鶴来浄水場に交差する市道が終点である。

## 路面状況
全線舗装路となっている。本線から分岐する林道は舗装されていないものが多い。

## 周辺山岳
- 国見山（556m）
- 水葉山（891m）
- 奥獅子吼山（928.1m）